# Trichomasthus ortivus
Trichomasthus ortivus är en stekelart som beskrevs av Sharkov 1989. Trichomasthus ortivus ingår i släktet Trichomasthus och familjen sköldlussteklar. Inga underarter finns listade i Catalogue of Life.